# Мода 2000-х
З початком нового десятиріччя, мода рухалася за тим самим напрямком, що й у 1990-х. Однак після атак у вересні 2001 року, вона повернулася до консерватизму. З появою нових технологій мода швидко поширилася, оскільки зірки відігравали ключову роль у виборі людей, розповсюдження зображень через інтернет посприяло цьому. Хоча тренди змінювалися протягом років, одне залишалось незмінним протягом десятиліття: мода на джинси.

## Жіночий одяг
З початком тисячоліття мода повернула у напрямку майбутнього, тому що технології почали швидко розвиватися, це призвело до широкого розповсюдження смартфонів та соціальних мереж. Акцент на новітніх технологіях посприяв популярності металевих, сріблястих, чорних кольорів, також використання ременів і поясів для створення вигляду, схожого на Матрицю. Весною та восени 2001 року майже на всіх подіумах домінувало використання чорного кольору, при цьому дизайнери, такі як Balenciaga, Yves Saint Laurent, Rive Gauche та Calvin Klein, використовували чорний лише восени 2001 року. Використання шкіри, тренчів і ременів підкреслювало стиль, який символізував нову епоху технологій та інновацій.
Однак після терактів 11 вересня та фінансової кризи 2001 року, мода знову повернулася до консерватизму. Зокрема, в Америці це ознаменувало зріст популярності на використання джинсів для будь-якої нагоди. Так було протягом десятиліття, проте потім домінантний стиль все одно змінювався крізь роки. На початку 2000-х років на піку популярності були джинси на низькій посадці та розкльошені, тоді як до середини 2000-х років джинси з розширеним низом стали більш популярними. Протягом цього періоду True Religion та 7 for all Mankind були основними брендами джинсів. Їх носили навіть на червоній доріжці,  популярним вибором став бренд True Religion, який обирала Джессіка Альба. У 2005 році були представлені вузькі джинси, які стали звичайними вже у 2006 році. Джинси з потертостями — навмисно рвані, обірвані або ж зношені — стали візитною карткою епохи і вважалися доречними  майже  в усіх ситуаціях протягом років.
На початку десятиліття богемний (або бохо) стиль став популярним через більш вишуканий варіант гранжевого вигляду дев'яностих. Хоча гранж підкреслював невимушеність і зношеність, як з секонд-хенду, бохо-стилю була притаманна секон-хенд вінтажність. У книзі «Мода. Повна енциклопедія  про одяг та стиль» Кетрін Геннесі писала:
Замість того, щоб шукати в магазинах вживаного одягу добре зношені об'ємні светри та військову форму, представники стилю бохо віддавали перевагу дорогим бутикам. У Парижі цей стиль отримав назву «бобо» — скорочення від bourgeois-bohème, що натякало на вдавану богемність середнього класу та прихильників інших ідей.— [джерело?]
Такі вінтажні стилі часто поєднувалися з дизайнерським одягом та масмаркетами для завершення образу. Сієнна Міллер уособлювала цей стиль на початку та в середині нульових років.
Також у першій половині десятиліття оголене тіло стало трендом. Крихітні мініспідниці, часто джинсові, поєднувалися з чоботами UGG. Саме цей образ обрала Бейонсе на вечірці з нагоди Super Bowl у 2004 році. Наднизькі джинси доповнювалися обтиснутими вкороченими топами з відкритим животом.
У 2005 році Ролан Муре презентував свою «Галактичну сукню», яка швидко стала улюбленицею знаменитостей. Сукня мала жіночний силует з квадратним вирізом, акцентованою талією та спідницею-олівцем нижче коліна. Блискавка на всю довжину спини — від верху до низу — підсилювала сексуальність образу, а фасон, що ідеально підкреслював фігуру, миттєво зробив сукню хітом, який почали масово повторювати бренди мас-маркету.
Хоча «Галактична сукня» була одним з прикладів «IT-речей», цей період був насиченим й іншими такими ж культовими предметами гардероба, які мали всі фанати моди. До них належать кепки Von Dutch, велюровий спортивний костюм Juicy Couture, чоботи Ugg, сумка-багет та інші.
Пізніше, в цьому ж десятилітті, зросла популярність на одяг ручної роботи. Ця тенденція, що простежується ще у так званому «бохо-шику» на початку 2000-х, вистрілила паралельно з глобальною фінансовою кризою 2008.
Хеннесі пояснює[джерело?]:
Віддзеркалюючи ідею бохо, з'явився загальний інтерес до усього народного та зробленого вручну. Оскільки дівчата, що задавали моду, зізналися у своїй любові до в'язання, у моду увійшли грубі светри, зв'язані самотужки.
Разом з цим, в останні роки декади, в моду почали повертатися тенденція структурованих силуетів 1940-х та 1980-х, звужених талій та підплічників. Так, колекція «Весна 2008» від Alexander McQueen включала жіночі образи, натхненні сороковими, а «Весна 2009» від Marc Jacobs’ нагадувала вечірні сукні вісімдесятих.
Протягом десятиліття поширення моди за допомогою технологій, чи то через розповсюдження образів знаменитостей в Інтернеті, чи то через електронну комерцію, призвело до збільшення виробництва дешевих копій. Саме знаменитості відігравали величезну роль у споживацькому виборі, тож вуличні копії дизайнерських стилів вироблялися швидко і були доступнішими для ширших мас.
Дизайнери навіть співпрацювали з роздрібними мережами швидкого продажу, щоб запропонувати споживачам доступні за ціною версії своїх дизайнів. У листопаді 2004 року, H&M випустила свою першу дизайнерську колаборацію з Карлом Лагерфельдом. Відтак речі, доступні за ціною, миттєво стали хітом і, на подив H&M і самого Карла Лагерфельда, продалися практично в перший же день. Тоді маркетинг-директор H&M — Йорген Андерссон відповів WWD: «Ми працюємо у цій сфері вже близько 60ти років і ще ніколи не бачили нічого подібного» (Truly Fast Fashion). Шаленство було помічено по всіх магазинах США та Європи, у деяких магазинах товар розкуповувався менші ніж за 20 хвилин. Успіх призвів до того, що H&M протягом багатьох років співпрацювали з іншими дизайнерами високої моди, а інші ритейлери, такі як Target, наслідували їхній приклад.

На зростання швидкої моди також повпливала й інтернет-торгівля. 
Емі Де Ла Хей та Ендрю Такер пишуть у журналі Costume and Fashion[джерело?]:
Між 2006 та 2011 роками міжнародні онлайн-продажі зросли на 152 %, чому значною мірою посприяли нові транзакційні веб-сайти магазинів, а також модні додатки для смартфонів, що полегшують здійснення покупок.
Історія моди 2000-х була пов'язана з технологіями від початку і до кінця — від вбрання, натхненного технологіями, на рубежі тисячоліть, до поширення трендів через соціальні мережі та інтернет-продажу.

### Ікона стилю: Періс Гілтон
Хоча її стиль може викликати суперечливі реакції, є лише одна людина, яка першою спадає на думку, коли йдеться про моду 2000-х: Періс Гілтон. Періс, правнучка Конрада Гілтона, почала свою модельну кар'єру наприкінці 1990-х, а до 2000 року вже з'явилася на сторінках Vanity Fair разом зі своєю сестрою Нікі. Відтоді вона стала відомою світською левицею Нью-Йорку, після чого стала зіркою реаліті-шоу «Просте життя», в якому Періс, разом зі своєю світською подругою Ніколь Річі проводили час, живучи на фермі.
Періс продовжила кар'єру в акторстві та письменництві, проте її регулярна поява на червоних доріжках, особливо на початку та наприкінці року, закріпила за нею статус ікони стилю. Її помічали та фотографували у всіх модних трендах того десятиліття: спортивних костюмах, черевиках Ugg, яскравих кольорах і відвертих образах. Хоч і більшість її образів були надто екстравагантними, вона також носила звичніші варіанти, як-от топ у стилі baby doll та джинси-кльош із заниженою посадкою. Періс сміливо використовувала папараці у своїх інтересах, і протягом десятиліття таблоїди були переповнені її знімками. Саме завдяки їй багато трендів того часу стали культовими.

## Чоловічий одяг
Як і жіночий, чоловічий одяг на початку 2000-х років шукав натхнення в майбутньому. Футуристичні стилі для чоловіків включали домінування чорного з деякими додаваннями срібла, тренчі та тонкі квадратні сонцезахисні окуляри. Однак після 11 вересня чоловіча мода також повернулася до більш консервативного стилю одягу, при цьому спортивний стиль став домінантним. Це включало спортивні костюми, поло (інколи в кількох шарах або з піднятим коміром), карго та регбі-майки.
У середині десятиліття з'явилися ретро-стилі, натхнені 1960-ми роками, які були впливом британських інді-поп гуртів. Стиль «смарт-кежуал» став прийнятним для ділового одягу, оскільки мода продовжувала рухатися до більш неформальної траєкторії. Пізніше в десятилітті з'явився ренесанс стилів 1950-х та 1980-х років, включаючи шкіряні куртки та вузькі костюми.
Одним із визначальних брендів початку та середини 2000-х років для чоловіків і жінок був Ed Hardy. Цей бренд, що здобув популярність серед знаменитостей, мав футболки з татуюванням та логотипом Ed Hardy, які неможливо було оминути. Додатком до одягу Ed Hardy були кепки Von Dutch, які носили знаменитості, такі як Джастін Тімберлейк, Ештон Кутчер, Брітні Спірс і Періс Гілтон, що зробило їх необхідним аксесуаром протягом кількох років середини десятиліття.
Пізніше в десятилітті з'явилися дві яскраво виражені музичні субкультури, які вплинули на чоловічу моду: стиль гангстерів, натхненний репом, та інді-стиль або емо-стиль. Гангстерський вигляд включав широкі джинси, баскетбольні майки, пуховики та жилети, масивні сонцезахисні окуляри та кросівки Air Jordans. Хоча цей стиль був натхненний чорними реперами та хіп-хоп виконавцями, його також копіювали багаті світлошкірі чоловіки.
З іншого боку інді-рок стиль призвів до популяризації вузьких джинсів для чоловіків, футболок з логотипами гуртів та піджаків, чорних нігтів, вузьких краваток та косих чубків, що закривають частину обличчя. Спочатку це було натхнене гуртами, такими як The Strokes та The Libertines, чиї стилі були тісно пов'язані з модою через дизайнера Dior Homme Хеді Слімана (Галлахер). Хеді, натхненний інді-музикою, віддавав перевагу вузьким брюкам з піджаками, вузьким краваткам та неохайним зачіскам. У середині десятиліття це також включало жакети гусарського стилю, натхненні The Libertines, які носили як чоловіки, так і жінки в Британії. До 2007 року стилістичні вподобання Хеді Слімана почали впливати на магазини масмаркету, такі як Zara та H&M (Галлахер).
Вплив знаменитостей був важливою темою десятиліття для чоловіків і жінок, дорослих, молоді та дітей. Чоловіки наслідували стиль, який бачили в музикантів, телевізійних і кіно зірок та навіть у знаменитостей реаліті-шоу. Як пишуть Де Ла Хей та Такер у книзі «Costume and Fashion», неймовірна сила знаменитостей формувати вподобання споживачів стала помітною особливістю 21 століття."
Для деяких брендів це було як на краще, так і на гірше. У першій частині десятиліття Burberry втратила свою репутацію в Великій Британії, оскільки її знакові клітинки стали широко поширені серед робочого класу «Чавс» (Ботвелл). Це досягло піку в 2002 році, коли актриса Даніела Вестбрук була побачена у Burberry з голови до ніг. Незадовго до цього Крістофер Бейлі був призначений креативним директором і почав відновлювати контроль над цією клітинкою в рамках Burberry, і до кінця десятиліття вплив цього бренду повернувся.

## Дитяча мода 2000-х років
Дитяча мода 2000-х, як і жіноча та чоловіча, була натхненна доступністю образів знаменитостей. Канали Disney Channel та Nickelodeon сприяли зростанню популярності дитячих і підліткових зірок, стиль яких активно копіювали молоді люди, особливо дівчата. На початку 2000-х героїні серіалів Lizzie McGuire та That's So Raven носили яскраві, сміливі та добре скоординовані образи, які наслідували юні глядачки протягом десятиліття. У цих шоу мода була частиною сюжетних ліній і активно пропагувалася серед дівчат у рекламних кампаніях. Компанія Simplicity випускала викрійки у стилі Lizzie McGuire, щоб юні шанувальниці могли відтворити її образи.
У 2003 році вийшов фільм The Cheetah Girls про дівочу музичну групу, що використовував популярні дорослі тренди, такі як велюрові спортивні костюми та дублянки. Упродовж усього десятиліття важливу роль у дитячій моді відігравали багатошарові образи. З 2006 року серіали Hannah Montana та High School Musical значно вплинули на вибір одягу серед молодих дівчат.
Юнаки носили деякі популярні повсякденні стилі дорослих чоловіків. Вільні джинси, штани кольору хакі та карго-шорти зазвичай поєднували з футболками з принтами або поло. На початку десятиліття цей стиль був натхненний культурою Західного узбережжя, зокрема зростанням популярності скейтбордингу, що вплинуло на моду хлопців. Довгі та короткі сорочки на ґудзиках часто надягали поверх футболок чи поло. Важливими елементами гардероба хлопчиків були світшоти на блискавці та кросівки. У другій половині 2000-х джинси стали більш обтислими, і молоді хлопці могли наслідувати інді-стиль, популяризований Jonas Brothers у 2006 році.

## Мода підлітків
Підліткова мода також зазнала впливу знаменитостей, особливо завдяки популярним серіалам, таким як The OC та One Tree Hill. Підлітки прагнули носити бренди, що визначали моду 2000-х: Abercrombie & Fitch, Hollister Co. та American Eagle. Ці компанії пропонували популярні поло з логотипами, модні фасони джинсів і трендові речі, такі як джинсові мініспідниці.
У 2007 році підлітки та молодь отримали доступ до світу високої моди завдяки серіалу Gossip Girl, у якому не лише демонструвався дизайнерський одяг, але й сам сюжет часто обертався навколо моди. В інтерв'ю The Hollywood Reporter у 2012 році, коли шоу добігало кінця, колишня керівниця розважального відділу каналу The CW Дон Острофф зазначила, що серіал впливав на споживчі звички глядачів:
«Люди дивляться шоу так само, як читають журнал: вони хочуть знати, де купити цей одяг, яку музику слухати та куди піти в Нью-Йорку.»
До початку другого сезону у 2008 році серіал впливав не лише на підліткову моду, а й на стиль жінок у їхніх двадцять і навіть старших, попри те, що персонажі шоу були ще в школі. Їхні змінені шкільні форми спричинили популяризацію преппі-стилю. Компанія Priorities, що спеціалізувалася на преппі-одязі й продавалася в Macy's, Bloomingdale's та інших універмагах, за рік після прем'єри Gossip Girl подвоїла свої продажі, що демонструвало силу впливу шоу на модні тренди (La Ferla).
Бренди, які згадувалися або були представлені у серіалі, або розкуповувалися за лічені дні після виходу нових епізодів. Дівчата вирізали образи з журналів і приносили їх у магазини, прагнучи повторити стиль улюблених персонажів. Як і в модній індустрії загалом у 2000-х, цей процес значно прискорювався завдяки поширенню трендів в інтернеті. Журналістка The New York Times Рут Ла Ферла в 2008 році писала про вплив серіалу:
«Його значення як культурного та торгового феномена посилюється завдяки інтернету, включаючи власний сайт серіалу, що дозволяє глядачам ідентифікувати бренди одягу та аксесуарів у кожному епізоді й одразу переходити за посиланням, щоб їх купити.»
Цей підхід, який на той час був новаторським, дозволяв глядачам швидко отримувати доступ до модного одягу своїх улюблених персонажів і наслідувати їхній стиль у спосіб, який раніше був неможливий.